# Monique Covet
Monique Covet, née le 14 juillet 1976 à Budapest, est une actrice et réalisatrice de films pornographiques hongroise.

## Biographie
Elle a fait sa carrière (1995-2002) chez Private Media Group.
En 1999 Monique Covét réalise son premier film "Xtreme Desires".

## Récompenses
- 1998 - Pirate Girl of the Year Award
- 2001 - Venus Award - Beste Darstellerin Europa
- 2002 - Venus Award –  Best Eastern European Erotic Actress (avec Rita Faltoyano)
- 2004 - Jury Actress Award at the Berlin Erotic Film Festival
- 2004 - Lifetime Achievement Award Festival international de l'érotisme de Bruxelles

## Filmographie sélective
- Amanda's Diary 4 & 5
- Blonds On Fire	Private
- Chateau Duval ;
- Cronaca Nera 3: La Clinica della Vergogna
- Diamonds (1996)
- Dirty Stories 4 (1996)
- Gigolo 1 (1995)
- Helen Duval - Spider
- Hôtesses soumises (2000)
- Mafia's Revenge (2000)
- Mai Dire Mai a Rocco Siffredi (1995)
- Memories (II)
- Private Castings X 20 - Henriette (2003) de Pierre Woodman
- Private Video Magazine 21, 24, 25 & 26 (1995)
- Sexy Island (1997)
- Sinful Desires 1 & 2 (1998)
- The Best by Private 50: Lesbian Games (2003)
- 2001 : The Private Life of Bettina
- 2001 : The Private Life of Monique Covet
- 2002 : The Private Life of Sophie Evans
- 2002 : The Private Life of Wanda Curtis
- 2003 : The Private Life of Dora Venter
- 2003 : The Private Life of Laura Angel
- 2003 : The Private Life of Michelle Wild
- 2003 : The Private Life of Rita Faltoyano
- 2004 : All Sex 1
- 2005 : Private Story of Chrystal
- 2010 : Big Boobs Power
- 2016 : Private Specials 159: Cougars and Toy Boys